# Rio Mãe Luzia
O rio Mãe Luzia é um curso de água do estado  de Santa Catarina, no Brasil. Localiza-se no sul do estado, cortando principalmente o município de Forquilhinha. Pertence à bacia hidrográfica do rio Araranguá, e é o maior rio que perpassa a grande região de Criciúma. As águas do rio Mãe Luzia drenam territórios de sete municípios: Treviso, Siderópolis, Nova Veneza, Criciúma, Forquilhinha, Maracajá e Araranguá.
A denominação "Mãe Luzia", refere-se a uma senhora, Luzia, que lavava roupas nas águas do rio, perto de Nova Veneza. Quando foi implantada a colônia de Nova Veneza, a travessia do rio, durante os períodos de cheias, só era possível de canoa.

## Poluição Carbonífera

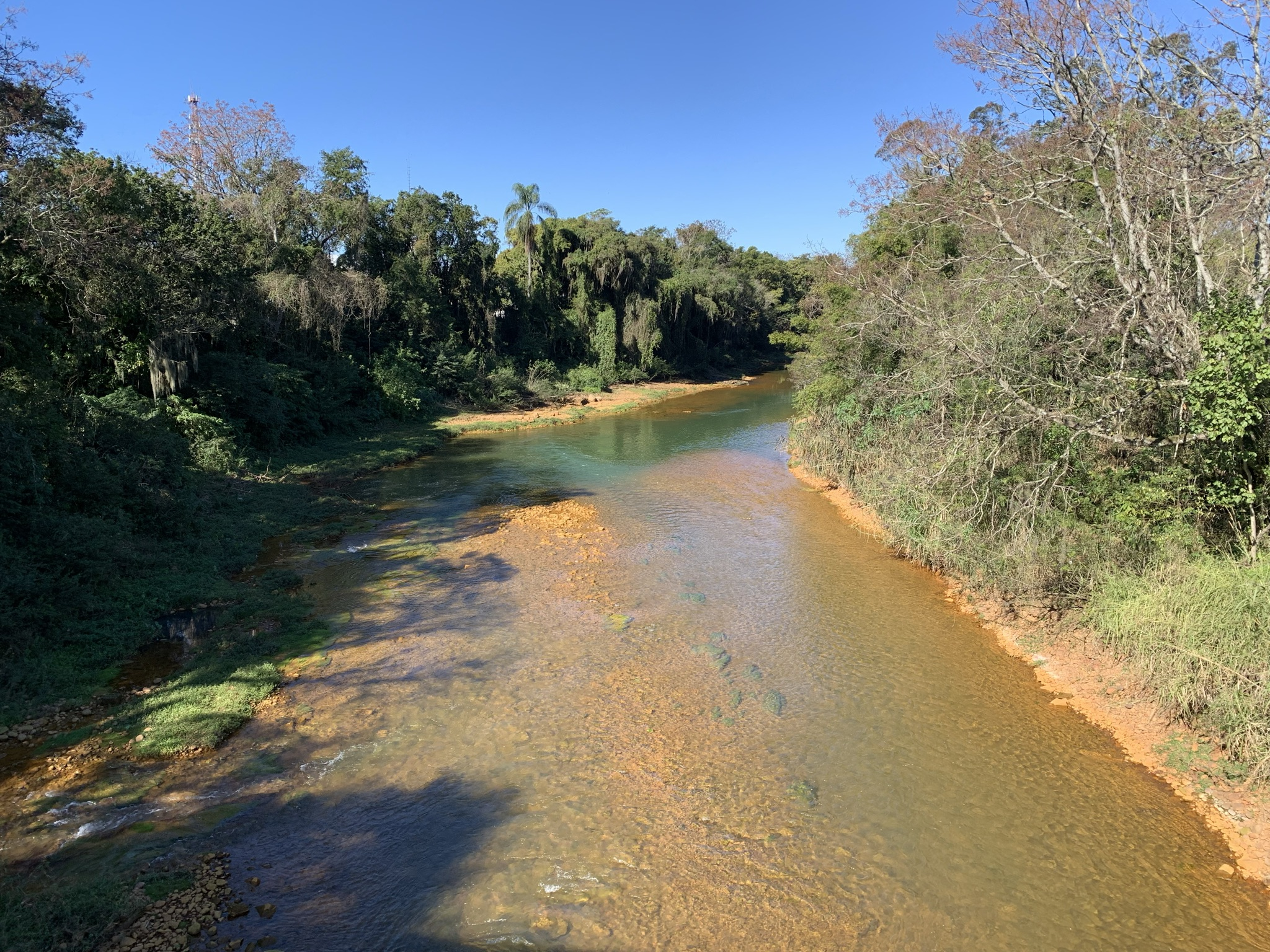
Rio Mãe Luzia em Forquilhinha.

Após anos de poluição devida à exploração carbonífera, as águas do rio Mãe Luíza se tornaram muito ácidas, com pH próximo de 4. O lançamento de rejeitos inviabilizou a captação de suas águas do rio para abastecimento público, irrigação, recreação ou pesca. Atualmente há 807 bocas de mina, sendo que 189 delas lançam água poluída. Além da poluição carbonífera, o curso d'água recebe grande quantidade de esgoto doméstico lançamentos em suas águas, bem como outros rejeitos oriundos de atividades agrícolas.
Em 2014 ocorreu o primeiro Fórum de Restauração e Revitalização do Rio Mãe Luzia, tendo como incentivadora a Universidade do Extremo Sul-Catarinense (UNESC). Um grande público, entre comunidade, prefeitos, vereadores e autoridades, participaram do evento. O deputado federal Ronaldo Benedet e o presidente da Câmara de Vereadores de Nova Veneza, que integra a comissão do Rio, Alberto Ranacoski, também participaram da mesa de criação do Fórum. O Fórum será responsável por articular um movimento para cuidar e tratar do Rio Mãe Luzia.

### Revitalização
Muito ainda há que ser feito para a integral revitalização do rio. Mas já em 2019, nos ao redores de Treviso, moradores verificaram a presença de peixes no leito do Mae Luzia, no trecho na altura do bairro dos Ipês, fato que posteriormente foi confirmado pela Fundação Municipal de Meio Ambiente de Treviso (Funtrev). De acordo com um dos engenheiros ambientais da Funtrev, a aparição dos peixes, nesse rio que foi tão poluído pelos processos de mineração, se deve à recuperação e monitoramento ambiental promovido pelos entes federados, o que demonstra a possibilidade de recuperação desse passivo ambiental.

## Pontes
Apesar de o rio Mãe Luzia não transportar um grande volume de água, seu nível é bastante instável devido à proximidade de suas nascentes com as encostas da Serra do Mar. Mesmo que não chova em áreas mais distantes da nascente, o fluxo pode aumentar repentinamente, tornando impossível a travessia a pé e mantendo essa condição por vários dias. A passagem por canoa, ainda que viável, é sempre arriscada, pois a forte inclinação do leito faz com que as águas corram com grande velocidade. A imponente Serra do Mar, que abastece tanto o rio Mãe Luzia quanto o São Bento, associada ao acentuado declive desses cursos d’água, faz com que as chuvas intensas na serra se concentrem rapidamente, aumentando o volume dos rios e provocando enchentes, que frequentemente causam danos significativos às lavouras ribeirinhas.
Várias foram as comunidades que ao longo dos anos se desenvolveram nas margens do rio Mãe Luzia. Assim, os residentes locais se empenharam em criar meios de melhor locomoção entre as margens do rio, como forma de substituir as canoas, anteriormente utilizadas.

### Forquilhinha
Desde o princípio, a comunidade de Forquilhinha se estabeleceu em ambas as margens do rio Mãe Luzia. Com a inauguração da primeira escola da vila, em 1915, surgiu a preocupação com a dificuldade enfrentada pelos alunos que moravam na margem direita do rio para frequentar as aulas durante os períodos de cheia. Diante disso, os próprios moradores se mobilizaram e adquiriram grande quantidade de arame liso para a construção de uma ponte pênsil. A estrutura da ponte consistia em estacas de madeira fincadas profundamente nos barrancos do rio, garantindo sustentação. Sobre elas, foram fixadas quatro cordas grossas de arame, firmemente amarradas aos postes e dispostas de forma paralela, duas superiores e duas inferiores. Sobre as cordas inferiores, colocaram-se tábuas para formar a passagem dos pedestres. Para garantir a segurança, uma trama de arame liso foi instalada nas laterais, prevenindo quedas tanto de crianças quanto de adultos. A primeira ponte pênsil de arame da região foi construída em 1916, ligando os terrenos de Dionísio Nuernberg, na margem direita, e Leonardo Steiner, na margem esquerda do rio.
Com o aumento do fluxo escolar, das atividades comerciais e da participação nas cerimônias religiosas na sede de Forquilhinha, a ponte pênsil foi reconstruída em frente à igreja e à escola, onde permaneceu até 1950. No entanto, a necessidade de uma estrutura que permitisse a passagem segura de todos os tipos de transporte só foi atendida em 1949, graças ao esforço conjunto da Prefeitura de Criciúma, sob a administração do prefeito Aldo Caldas Faraco, do governo estadual, por meio do Secretário de Viação e Obras Públicas Leoberto Leal, e do apoio dos moradores de Forquilhinha, tornando realidade um antigo anseio da comunidade. Para a construção da nova ponte, foram utilizadas quatro longas vigas de ferro obtidas junto à Estrada de Ferro Dona Teresa Cristina. O transporte dessas vigas de Criciúma até o local da obra exigiu grande esforço. Elas possuíam exatamente a largura do rio, o que tornou necessária a construção de um pilar central para sustentação, já que, naquele ponto, o leito do rio tinha aproximadamente dois metros de profundidade. A segunda ponte, feita de ferro e com piso de concreto armado, foi concluída e entregue à população em outubro de 1950, sendo inaugurada e aberta ao tráfego de veículos de todos os tipos. Infelizmente a estrutura durou poucos anos, vindo a cair no leito do rio após um colapso em sua estrutura.
A terceira ponte, situada na área urbana de Forquilhinha, que na época ainda pertencia ao município de Criciúma, teve sua construção iniciada em 2 de agosto de 1976 e foi concluída em 28 de maio de 1977. A estrutura, feita de concreto armado, possui 110 metros de comprimento e 14 metros de largura, sendo 9 metros destinados à pista de rolamento e 2,5 metros para cada calçada lateral. Para viabilizar a obra, foram realizados serviços de aterro para contenção das cabeceiras, com um total de 21.145,90 m³ de movimentação de terra e 5.640,00 m³ de revestimento primário. O projeto e a execução ficaram a cargo da Construtora Marna Ltda., com um custo total de Cr$ 4.474.446,32. A inauguração contou com a presença do Secretário dos Transportes e Obras de Santa Catarina, Nicolau Fernando Malburg, e foi oficialmente entregue pelo então governador do estado, Antônio Carlos Konder Reis. A ponte recebeu o nome de Ponte Gabriel Arns, em homenagem a um dos primeiros colonizadores de Forquilhinha.
No ano de 2007 foi construído ao lado da Ponte Gabriel Arns uma passarela para pedestres, recebendo o nome de Heimatpass, em português Passarela das Origens.
Já no ano de 2013 a segunda ponte de concreto foi inaugurada em Forquilhinha. No evento de inauguração, diversas autoridades e moradores se fizeram presente. A obra faz parte do trecho de contorno viário municipal. Com 100 metros de extensão e 10,45 metros de largura, além de barreira lateral para pedestres e ciclistas, a ponte foi construída em concreto armado, ligando a rua Josef Eyng, no bairro Santa Clara, com a Rodovia Municipal Linha Eyng. O investimento é de pouco mais de R$ 2 milhões, uma parceria da prefeitura com o Ministério das Cidades.

### Nova Veneza

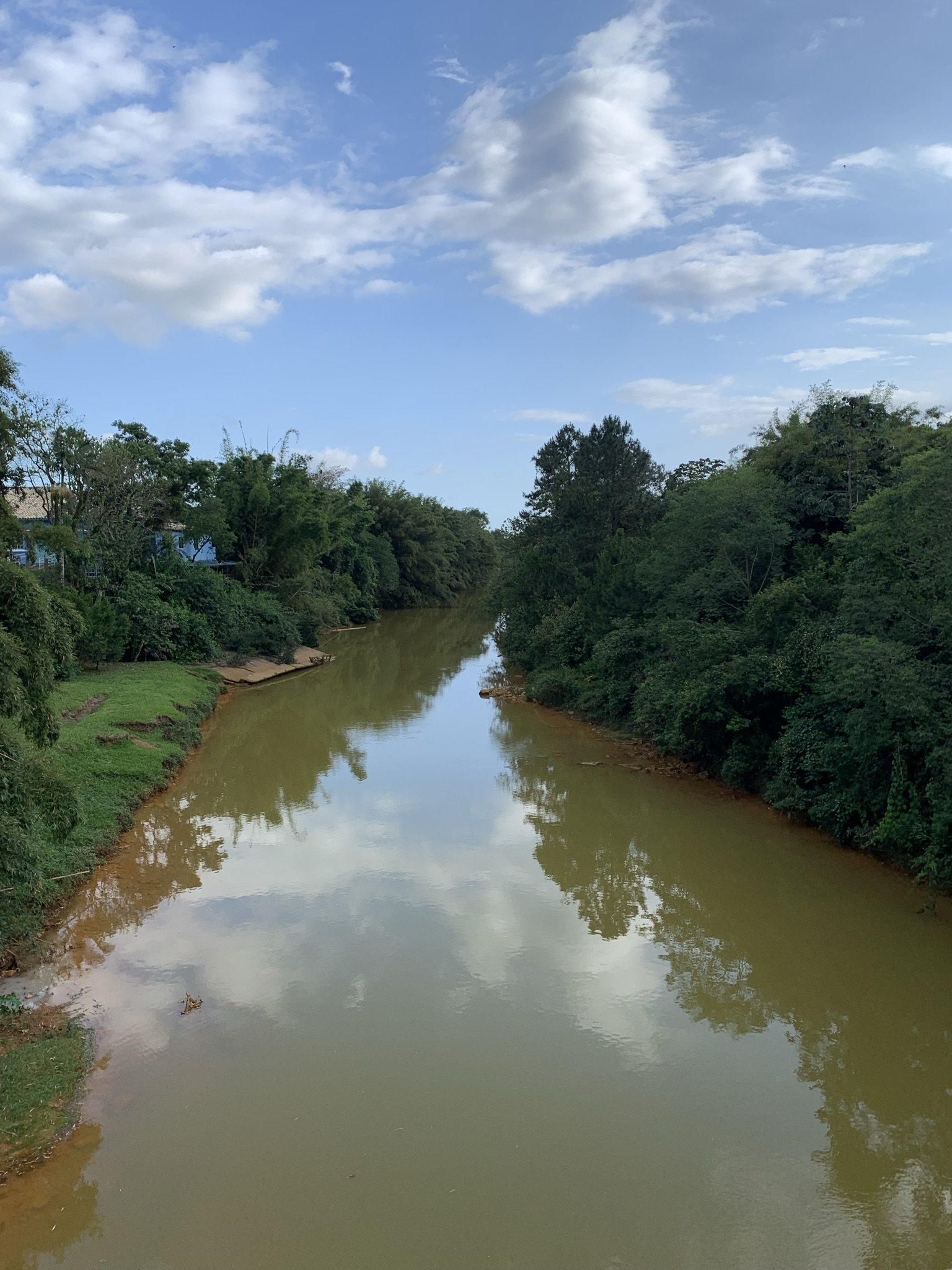
Rio Mãe Luzia em Nova Veneza. Ao fundo, destroços de uma das pontes arrastada pelas águas de enchentes provocadas pelo rio.

Ao menos, o município de Nova Veneza conta com três pontes de concreto sobre o rio. Uma delas com área de 751,67 m², onde passa a Rodovia Giácomo Destro, recebendo o nome de Ponte Antônio Destro. Além desta, há uma na comunidade de São Bento Baixo dando continuidade a Rodovia SC-443 e a ponte na região central onde se localiza a Avenida dos Imigrantes. Já no bairro Jardim Florença, fazendo divisa com o município de Criciúma no bairro Mãe Luzia, onde o rio de mesmo nome passa, há uma pequena passarela, entregue a população em 03 de julho de 2020, sendo denominada de Passarela Ayrton Brandão. Recentemente foi entregue a população a Ponte Dei Morosi. Em estilo de passarela, no dialeto vêneto seu nome significa Ponte dos Namorados, sendo uma alusão à primeira ponte de madeira construída em 1936. A romântica ponte foi ponto de encontro de várias gerações, testemunhado pelos jovens da época.

### Siderópolis
Na Rodovia Padre Herval Fontanella, localizada na comunidade de Jordão Baixo em Siderópolis, há uma ponte que cruza o leito do rio, tendo sido inaugurada em 1986. Há um projeto para que a ponte receba a duplicação. Se concretizado, contará com medidas de 50 metros de comprimento por 4 metros de largura, além de passeio para pedestre. O investimento estimado é o total de R$ 1,199 milhão.

### Treviso
No município de Treviso, o Rio Mãe Luzia é cortado por três pontes, sendo duas na Rodovia SC-446 e uma que dá continuidade à Rua Joaquim Losso.

### Maracajá
O município de Maracajá conta com apenas uma ponte sobre o rio, ligando a cidade a Forquilhinha. Sobre a estrutura, passa a Rua José de Souza Machado.

## Mortes
O rio Mãe Luzia, embora seja conhecido por suas águas calmas e serenas, já foi cenário de tragédias ao longo de sua história. Em seu leito, existem poços profundos que, em certas ocasiões, tornaram-se armadilhas fatais para aqueles que ali buscavam lazer e refresco.
O primeiro registro de uma fatalidade ocorreu com Dona Flora Kammer, que perdeu a vida tragicamente ao se afogar durante um banho no rio. Ela estava acompanhada de Olívia Arns quando foi surpreendida pela correnteza e não conseguiu escapar. Dona Flora trabalhava como cozinheira do padre Paul Linnartz, em Forquilhinha, e residia com o religioso na época do ocorrido.

Mais recentemente, outro episódio lamentável trouxe à tona os perigos do rio. Em 2025, o corpo de um jovem de 21 anos foi encontrado no Rio Mãe Luzia, no bairro São Jorge, em Forquilhinha. Segundo o Corpo de Bombeiros, ele havia desaparecido  enquanto se banhava no local com amigos. Seu corpo foi localizado próximo ao ponto onde havia submergido, reforçando o alerta sobre os riscos escondidos nas águas do rio.